# Hugo Midón
Hugo Midón (Valentín Alsina, Provincia de Buenos Aires, 27 de febrero de 1944 - Ciudad de Buenos Aires, 25 de marzo de 2011) 
fue un prestigioso actor, maestro, autor, director y compositor. Referente que revolucionó la comedia musical argentina y el teatro infantil.

## Valoración de su obra
Midón desarrolló un teatro propio que reflejaba la raíz cultural y la transmisión de valores fundamentales en el crecimiento de los chicos, lejos de formatos internacionales y contenidos basados en éxitos televisivos.
Su obra se caracterizó por poseer un gran sentido del humor, crítica social y reflejo de la actualidad. Tomaba a los chicos como seres pensantes y generaba, a su vez, un guiño cómplice a los mayores que los acompañaban. 
Elevó el género infantil al nivel más alto con creativas puestas en escena y el enfoque profesional del teatro para adultos, trabajando con grandes coreógrafos, vestuaristas, escenógrafos, técnicos y elencos.
Junto a Carlos Gianni conformó una de las duplas creativas más importantes del género en habla hispana. Durante 40 años crearon más de 20 comedias musicales y alrededor de 300 canciones que ya forman parte del cancionero popular infantil. 
Desarrolló una valiosa carrera docente y creó el Centro de Formación Teatral Río Plateado, formando a generaciones de actores.
Su obra, profesionalismo y prestigiosa trayectoria lo convirtieron en uno de los referentes fundamentales de la escena argentina y latinoamericana. Fue galardonado con dos Premios Konex de Platino en 1991 y 2001 y con tres Konex Diploma al Mérito en 1981, 1984 y 2011 (este último post mortem).

## Biografía
Midón egresó del instituto  de Teatro de la UBA, debutó como actor en 1970 con Los caprichos de invierno, obra para chicos de Ariel Bufano. Puso en escena su primera obra, La vuelta manzana, que permaneció en cartel durante 10 temporadas consecutivas. Desde entonces, ha entregado un conjunto de obras que se han convertido en verdaderos clásicos. Con ellas revolucionó el panorama del teatro infantil, ya que no copiaba las convenciones del género sino que proponía nuevos recursos e ideas. Apostaba a la inteligencia y sensibilidad de los niños, al mismo tiempo que construía historias interesantes para toda edad. Su obra se caracterizó por poseer un gran sentido del humor, crítica social y reflejo de la actualidad. A partir de 1982, fue director y docente del centro de formación teatral Río Plateado.
La música de la mayoría de sus obras es de Carlos Gianni, con quien formó una intensa dupla creativa. Durante 40 años crearon más de 20 comedias musicales y alrededor de 300 canciones que ya forman parte del cancionero popular infantil.
Entre las obras que escribió y dirigió figuran, Vivitos y coleando, Locos ReCuerdos, La familia Fernández, Juego de reyes, Objetos maravillosos, Huesito Caracú, Graves y Agudos, Derechos Torcidos, Playa bonita y la opera Hansel y Gretel, entre otras.
A lo largo de su carrera, recibió gran cantidad de premios: Argentores (1992, 1993, 1994), Ace (1993, 1994, 1999) Premio Nacional del teatro, premio municipal del teatro, dos premios Konex de platino (1991 y 2001) y tres Konex Diploma al Mérito (1981, 1984 y post mortem 2011)

## Obras
| Estreno | Obra                              | Sala (Temporada) | Notas            |
| ------- | --------------------------------- | --- | ---------------- |
| 1970    | La Vuelta Manzana                 | (1970-1980) Teatro Regina Teatro Embassy Teatro Estrellas Teatro El Globo Teatro de la Cova Auditorio San Isidro (1998) Teatro La Comedia (1999) | Autor y Director |
| 1971    | Pajaritos en la Cabeza            | Teatro Embassy (1971) | Autor y Director |
| 1973    | Juan de los caminos               | Teatro Lasalle (1973) | Autor y Director |
| 1974    | Sorpresas                         | Teatro del Globo (1974) | Autor y Director |
| 1978    | Cantando sobre la mesa            | Teatro Liceo (1978) | Autor y Director |
| 1980    | El imaginario                     | Teatro Odeón (1980-1982) Paseo La Plaza, sala Picasso (1990) Teatro Regina (1991)                                                                | Autor y Director |
| 1983    | Las aventuras de Pinocho          | Teatro Metropolitan (1983) | Autor y Director |
| 1984    | Narices                           | Teatro Lorange (1984) | Autor y Director |
| 1987    | Socorro, socorro, los Globolinks! | Teatro Colón (1987) | Director         |
| 1988    | El Triciclo                       | Teatro Regina (1988) | Autor y Director |
| 1990    | Vivitos y coleando I              | Teatro Metropolitan (1990) | Autor y Director |
| 1992    | Popeye y Olivia                   | Teatro Lola Membrives (1992) | Autor y Director |
| 1992    | Vivitos y coleando II             | Paseo La Plaza, sala Neruda (1992) | Autor y Director |
| 1993    | El gato con botas                 | Paseo La Plaza, sala Neruda (1993) | Autor y Director |
| 1994    | Vivitos y coleando III            | Teatro Blanca Podestá (1994) | Autor y Director |
| 1995    | Locos recuerdos                   | Teatro San Martín (1995) | Autor y Director |
| 1995    | El salpicón                       | Paseo La Plaza, sala Picasso (1995/96) | Autor y Director |
| 1995    | Juego de Reyes                    | Teatro de La Cova (1995) Fundación Banco Patricios (1996/97)                                                                                     | Autor y Director |
| 1997    | Stan y Oliver                     | Paseo La Plaza, sala Neruda (1997/98) | Autor y Director |
| 1998    | Hotel Oasis                       | Fundación Banco Patricios (1998) | Autor y Director |
| 1999    | La familia Fernándes              | Paseo La Plaza, sala Picasso (1999) Paseo La Plaza, sala Neruda (2000)                                                                           | Autor y Director |
| 2000    | Objetos maravillosos              | Museo de los Niños Abasto (2000) Teatro La Comedia (2001)                                                                                        | Autor y Director |
| 2001    | Huesito caracú                    | Paseo La Plaza, sala Picasso (2001/02) Teatro Presidente Alvear (2003)                                                                           | Autor y Director |
| 2003    | Hansel y Gretel                   | Teatro Colón (2003) | Director         |
| 2003    | El grito Pelado                   | Teatro de la Rivera (2003) | Director         |
| 2005    | Derechos torcidos                 | Paseo La Plaza, sala Picasso (2005/06) | Autor y Director |
| 2006    | Graves y agudos                   | Teatro La Comedia (2006) | Autor y Director |
| 2007    | Un cierto concierto               | Teatro La Comedia (2007) | Autor y Director |
| 2008    | La trup sin fin                   | Teatro Nacional Cervantes (2008) | Autor y Director |
| 2009    | Playa bonita                      | Teatro La Comedia (2009/10) | Autor y Director |

## Filmografía
Intérprete
- Los insomnes (1984)
- Los tigres de la memoria (1984)
- Tute Cabrero (1968) ...Ramos

Adaptación
- Pinocho (1986)

## Televisión
- 1988: De Fulanas y Menganas (episodio Doble vida)